# Estados y territorios de Nigeria

Mapa de los estados de Nigeria.

Nigeria se divide en 36 estados, además del Territorio de la Capital Federal. Los estados, a su vez, están divididos en 774 Áreas de Gobierno Local (LCAs). Antes y después de que consiguiera su independencia en 1960, Nigeria era una federación de tres regiones: Provincias del Norte, del Este y del Oeste. En 1963, la región Oeste se dividió y se creó la Mid-Western Region. En 1967, las regiones fueron reemplazadas por 12 estados a través de un decreto militar. Entre 1967 y 1970 las regiones Mid-West y Este se intentaron escindir de Nigeria y crear el nuevo estado de Biafra. En 1976 se crearon diecinueve estados nuevos y en 1991 se creó el Territorio de la Capital Federal. En 1987 se crearon dos estados nuevos y en 1991, otro nuevo, llegando hasta el número de 30 estados. El 1996 se hizo el último cambio y se conformó la actual división territorial con 36 estados y el Territorio de la Capital Federal.

## Actuales estados y territorio federal
| Estado                           | Superficie (en km²) | Población (censo de 2006) |
| -------------------------------- | ------------------- | ------------------------- |
| Abia                             | 6320                | 2 833 999                 |
| Adamawa                          | 36 917              | 3 168 101                 |
| Akwa Ibom                        | 7081                | 3 920 208                 |
| Anambra                          | 4844                | 4 182 032                 |
| Bauchi                           | 45 837              | 4 676 465                 |
| Bayelsa                          | 10 773              | 1 703 358                 |
| Benue                            | 34 059              | 4 219 244                 |
| Borno                            | 70 898              | 4 151 193                 |
| Cross River                      | 20 156              | 2 888 966                 |
| Delta                            | 17 698              | 4 098 391                 |
| Ebonyi                           | 5670                | 2 173 501                 |
| Edo                              | 17 802              | 3 218 332                 |
| Ekiti                            | 6353                | 2 384 212                 |
| Enugu                            | 7161                | 3 257 298                 |
| Gombe                            | 18 768              | 2 353 879                 |
| Imo                              | 5530                | 3 934 899                 |
| Jigawa                           | 23 154              | 4 348 649                 |
| Kaduna                           | 46 053              | 6 066 562                 |
| Kano                             | 20 131              | 9 383 682                 |
| Katsina                          | 24 192              | 5 792 578                 |
| Kebbi                            | 36 800              | 3 238 628                 |
| Kogi                             | 29 833              | 3 278 487                 |
| Kwara                            | 36 825              | 2 371 089                 |
| Lagos                            | 3345                | 9 013 534                 |
| Nasarawa                         | 27 117              | 1 863 275                 |
| Níger                            | 76 363              | 3 950 249                 |
| Ogun                             | 16 762              | 3 728 098                 |
| Ondo                             | 14 606              | 3 441 024                 |
| Osun                             | 9251                | 3 423 535                 |
| Oyo                              | 28 454              | 5 591 589                 |
| Plateau                          | 30 913              | 3 178 712                 |
| Rivers                           | 11 077              | 5 185 400                 |
| Sokoto                           | 25 973              | 3 696 999                 |
| Taraba                           | 54 473              | 2 300 736                 |
| Yobe                             | 45 502              | 2 321 591                 |
| Zamfara                          | 39 762              | 3 259 846                 |
| Territorio de la Capital Federal | 7315                | 1 405 201                 |

## Evolución de las regiones y estados nigerianos
| Fecha     | Eventos | Mapa |
| --------- | --- | ---- |
| 1960–1963 | En el momento de la independencia en 1960, Nigeria era un estado federal de tres regiones: Septentrional (Northern), Occidental (Western) y Oriental Eastern. Además, las provincias, que fueron un legado de la época colonial y del protectorado, se mantuvieron hasta que fueron abolidas en 1976.                    |      |
| 1963–1967 | En 1963, se creó una nueva región, la Región del Medio Oeste (Mid-Western Region), a partir de la Región Occidental. |      |
| 1967–1976 | En 1967, las regiones fueron reemplazadas por 12 estados por decreto militar. De 1967 a 1970, la Región Oriental intentó separarse, como una nación llamada Biafra durante la guerra civil de Nigeria. |      |
| 1976–1987 | En 1976, se crearon siete nuevos estados, haciendo un total de 19. |      |
| 1987–1991 | Durante este período, había 21 estados y el Territorio de la Capital Federal. |      |
| 1991–1996 | Durante este período, había 30 estados y el Territorio de la Capital Federal. El Territorio de la Capital Federal se estableció en 1991. En 1987 se establecieron dos nuevos estados, seguidos de otros nueve en 1991, lo que elevó el total a 30. El último cambio, en 1996, resultó en el número actual de 36 estados. |      |

## Cronología
| Regiones                                    | Estados                              | Estados               | Estados               | Estados                                                  | Estados                                                      |
| 1960                                        | 1967                                 | 1976                  | 1987                  | 1991                                                     | 1996                                                         |
| ------------------------------------------- | ------------------------------------ | --------------------- | --------------------- | -------------------------------------------------------- | ------------------------------------------------------------ |
| Región Oriental (Eastern)                   | Estado de Cross River                | Estado de Cross River | Estado de Akwa Ibom   | Estado de Akwa Ibom                                      | Estado de Akwa Ibom                                          |
| Región Oriental (Eastern)                   | Estado de Cross River                | Estado de Cross River | Estado de Cross River |                                                          |                                                              |
| Región Oriental (Eastern)                   | Estado Centrooriental (East Central) | Estado de Imo         | Estado de Imo         | Estado de Abia                                           | Estado de Abia                                               |
| Región Oriental (Eastern)                   | Estado Centrooriental (East Central) | Estado de Imo         | Estado de Imo         | Estado de Imo                                            |                                                              |
| Región Oriental (Eastern)                   | Estado Centrooriental (East Central) | Estado de Anambra     | Estado de Anambra     | Estado de Anambra                                        | Estado de Anambra                                            |
| Región Oriental (Eastern)                   | Estado Centrooriental (East Central) | Estado de Anambra     | Estado de Anambra     | Estado de Enugu                                          | Estado de Enugu                                              |
| Región Oriental (Eastern)                   | Estado Centrooriental (East Central) | Estado de Anambra     | Estado de Anambra     | Estado de Enugu                                          | Estado de Ebonyi (también incluía partes de la antigua Abia) |
| Región Oriental (Eastern)                   | Estado de Rivers                     | Estado de Rivers      | Estado de Rivers      | Estado de Rivers                                         | Estado de Bayelsa                                            |
| Región Oriental (Eastern)                   | Estado de Rivers                     | Estado de Rivers      | Estado de Rivers      | Estado de Rivers                                         | Estado de Rivers                                             |
| Región Mediooccidental (Mid-Western) (1963) | Estado Mediooccidental (Mid-Western) | Estado de Bendel      | Estado de Bendel      | Estado de Delta                                          | Estado de Delta                                              |
| Región Mediooccidental (Mid-Western) (1963) | Estado Mediooccidental (Mid-Western) | Estado de Bendel      | Estado de Bendel      | Estado de Edo                                            |                                                              |
| Región Occidental (Western)                 | Estado de Lagos                      | Estado de Lagos       | Estado de Lagos       | Estado de Lagos                                          | Estado de Lagos                                              |
| Región Occidental (Western)                 | Estado Occidental (Western)          | Estado de Ogun        | Estado de Ogun        | Estado de Ogun                                           | Estado de Ogun                                               |
| Región Occidental (Western)                 | Estado Occidental (Western)          | Estado de Ondo        | Estado de Ondo        | Estado de Ondo                                           | Estado de Ekiti                                              |
| Región Occidental (Western)                 | Estado Occidental (Western)          | Estado de Ondo        | Estado de Ondo        | Estado de Ondo                                           | Estado de Ondo                                               |
| Región Occidental (Western)                 | Estado Occidental (Western)          | Estado de Oyo         | Estado de Oyo         | Estado de Osun                                           | Estado de Osun                                               |
| Región Occidental (Western)                 | Estado Occidental (Western)          | Estado de Oyo         | Estado de Oyo         | Estado de Oyo                                            |                                                              |
| Región Septentrional (Northern)             | Estado de Benue-Plateau              | Estado de Benue       | Estado de Benue       | Estado de Benue                                          | Estado de Benue                                              |
| Región Septentrional (Northern)             | Estado de Benue-Plateau              | Estado de Plateau     | Estado de Plateau     | Estado de Plateau                                        | Estado de Nasarawa                                           |
| Región Septentrional (Northern)             | Estado de Benue-Plateau              | Estado de Plateau     | Estado de Plateau     | Estado de Plateau                                        | Estado de Plateau                                            |
| Región Septentrional (Northern)             | Estado de Kano                       | Estado de Kano        | Estado de Kano        | Estado de Jigawa                                         | Estado de Jigawa                                             |
| Región Septentrional (Northern)             | Estado de Kano                       | Estado de Kano        | Estado de Kano        | Estado de Kano                                           |                                                              |
| Región Septentrional (Northern)             | Estado de Kwara                      | Estado de Kwara       | Estado de Kwara       | Estado de Kwara                                          | Estado de Kwara                                              |
| Región Septentrional (Northern)             | Estado de Kwara                      | Estado de Kwara       | Estado de Kwara       | Estado de Kogi (también incluye parte del antiguo Benue) |                                                              |
| Región Septentrional (Northern)             | Estado de Kaduna                     | Estado de Kaduna      | Estado de Kaduna      | Estado de Kaduna                                         | Estado de Kaduna                                             |
| Región Septentrional (Northern)             | Estado de Kaduna                     | Estado de Kaduna      | Estado de Katsina     |                                                          |                                                              |
| Región Septentrional (Northern)             | Estado Noroccidental (North-Western) | Estado de Níger       | Estado de Níger       | Estado de Níger                                          | Estado de Níger                                              |
| Región Septentrional (Northern)             | Estado Noroccidental (North-Western) | Estado de Sokoto      | Estado de Sokoto      | Estado de Kebbi                                          | Estado de Kebbi                                              |
| Región Septentrional (Northern)             | Estado Noroccidental (North-Western) | Estado de Sokoto      | Estado de Sokoto      | Estado de Sokoto                                         | Estado de Sokoto                                             |
| Región Septentrional (Northern)             | Estado Noroccidental (North-Western) | Estado de Sokoto      | Estado de Sokoto      | Estado de Sokoto                                         | Estado de Zamfara                                            |
| Región Septentrional (Northern)             | Estado Nororiental (North-Eastern)   | Estado de Bauchi      | Estado de Bauchi      | Estado de Bauchi                                         | Estado de Bauchi                                             |
| Región Septentrional (Northern)             | Estado Nororiental (North-Eastern)   | Estado de Bauchi      | Estado de Bauchi      | Estado de Bauchi                                         | Estado de Gombe                                              |
| Región Septentrional (Northern)             | Estado Nororiental (North-Eastern)   | Estado de Borno       | Estado de Borno       | Estado de Borno                                          | Estado de Borno                                              |
| Región Septentrional (Northern)             | Estado Nororiental (North-Eastern)   | Estado de Borno       | Estado de Borno       | Estado de Yobe                                           |                                                              |
| Región Septentrional (Northern)             | Estado Nororiental (North-Eastern)   | Estado de Gongola     | Estado de Gongola     | Estado de Adamawa                                        | Estado de Adamawa                                            |
| Región Septentrional (Northern)             | Estado Nororiental (North-Eastern)   | Estado de Gongola     | Estado de Gongola     | Estado de Taraba                                         |                                                              |